# Philippa Schöne
Philippa Schöne (* Juni 2001) ist eine deutsche Schauspielerin aus Berlin.
2012 spielte sie die Hauptrolle der Emily im Film Die kleine Lady, weiterhin war sie als die kleine Sarah in einem Musikvideo von Sarah Connor zu sehen.